# Maraliga, Maddur
Maraliga là một làng thuộc tehsil Maddur, huyện Mandya, bang Karnataka, Ấn Độ.